# Cneu Júlio Mentão
Cneu Júlio Mentão ou Caio Júlio Mentão (em latim: Gnaeus Iulius Mento ou Gaius Iulius Mento) foi um político da gente Júlia nos primeiros anos da República Romana eleito cônsul em 431 a.C., com Tito Quíncio Peno Cincinato, o filho de Cincinato.

## Primeiro consulado (431 a.C.)
Durante seu primeiro mandato, servido com Tito Quíncio Peno Cincinato, os volscos e équos atacaram novamente os romanos e, como sempre, acamparam perto do monte Algido. O Senado, temendo um desacordo entre os dois cônsules, como já acontecera antes, decide entregar a campanha militar a um ditador, cuja escolha foi deixada a cargo de Tito Quíncio, que nomeou seu genro, Aulo Postúmio Tuberto, amplamente respeitado como um comandante severo e decidido.
Postúmio encarregou a defesa da cidade a Cneu Júlio e o comando dos dois exércitos a Cincinato. Os romanos então marcharam contra os inimigos, infligindo-lhes uma dura derrota